# Божи Дар (Чехія)
Божи Дар (чеськ. Boží Dar, нім. Gottesgab — місто в Карловарському краї Чехії, на кордоні з Німеччиною. Місто є найвисокогірнішим містом Чехії (1028 м над рівнем моря). Адміністративно місто розташоване в окрузі Карлові Вари, географічно — в Рудних горах між найвищою точкою Рудних гір, Кліновцем (1244 м), і Божідарським Шпичаком (1115 м). За 3 км на північний схід від міста розташована найвища точка Саксонії, гора Фіхтельберг.
10 жовтня 2006 року населеному пункту повернуто статус міста. За кількістю жителів (204 людини) він є третім найменшим чеським містом після Пршебуза (74 жителя) і Лоучни-під-Кліновцем (90 жителів).

## Промисловість
На схід від Божи Дара розташовані 4 вітряні електростанції.

## Туризм
Божи Дар є туристичним центром як в літній, так і в зимовий період: одна лижна база розташована в межах міста, інша лижна база Неклід знаходиться в передмісті. Загальна протяжність лижних бігових трас в околицях становить 70 км. Для літнього туризму найбільший інтерес становить ряд природних пам'яток (Божідарське торфовище, Вовчі ями, гора Кліновець). З 2000 року працює краєзнавчий музей.

Вид на прикордонний перехід, Кліновець і Божи Дар з Божидарським Шпишачком

Щорічно під час різдвяних свят в місті діє пошта новонародженого Ісуса, який у Чехії є символом Різдва, аналогом західного Санта-Клауса.

## Населення
| Рік  | Чисельність | Чисельність |
| ---- | ----------- | ----------- |
| 1869 | 2194        | [ 5 ]       |
| 1880 | 2290        | [ 5 ]       |
| 1890 | 2269        | [ 5 ]       |
| 1900 | 2224        | [ 5 ]       |
| 1910 | 2392        | [ 5 ]       |
| 1921 | 1913        | [ 5 ]       |
| 1930 | 1914        | [ 5 ]       |

| Рік  | Чисельність | Чисельність |
| ---- | ----------- | ----------- |
| 1950 | 910         | [ 5 ]       |
| 1961 | 341         | [ 5 ]       |
| 1970 | 152         | [ 5 ]       |
| 1980 | 128         | [ 5 ]       |
| 1991 | 111         | [ 5 ]       |
| 2001 | 170         | [ 5 ]       |
| 2011 | 193         | [ 5 ]       |

| Рік  | Чисельність | Чисельність |
| ---- | ----------- | ----------- |
| 2012 | 204         |             |
| 2014 | 211         | [ 6 ]       |
| 2016 | 236         | [ 7 ]       |
| 2017 | 232         | [ 8 ]       |
| 2018 | 244         | [ 9 ]       |
| 2019 | 253         | [ 10 ]      |
| 2020 | 250         | [ 11 ]      |

| Рік  | Чисельність | Чисельність |
| ---- | ----------- | ----------- |
| 2021 | 251         | [ 12 ]      |
| 2021 | 201         | [ 13 ]      |
| 2022 | 227         | [ 14 ]      |
| 2023 | 350         | [ 15 ]      |
| 2024 | 263         | [ 16 ]      |
| 2025 | 255         | [ 3 ]       |

| Рік  | Чисельність | Чисельність |
| ---- | ----------- | ----------- |
| 1869 | 2194        | [ 5 ]       |
| 1880 | 2290        | [ 5 ]       |
| 1890 | 2269        | [ 5 ]       |
| 1900 | 2224        | [ 5 ]       |
| 1910 | 2392        | [ 5 ]       |
| 1921 | 1913        | [ 5 ]       |
| 1930 | 1914        | [ 5 ]       |

| Рік  | Чисельність | Чисельність |
| ---- | ----------- | ----------- |
| 1950 | 910         | [ 5 ]       |
| 1961 | 341         | [ 5 ]       |
| 1970 | 152         | [ 5 ]       |
| 1980 | 128         | [ 5 ]       |
| 1991 | 111         | [ 5 ]       |
| 2001 | 170         | [ 5 ]       |
| 2011 | 193         | [ 5 ]       |

| Рік  | Чисельність | Чисельність |
| ---- | ----------- | ----------- |
| 2012 | 204         |             |
| 2014 | 211         | [ 6 ]       |
| 2016 | 236         | [ 7 ]       |
| 2017 | 232         | [ 8 ]       |
| 2018 | 244         | [ 9 ]       |
| 2019 | 253         | [ 10 ]      |
| 2020 | 250         | [ 11 ]      |

| Рік  | Чисельність | Чисельність |
| ---- | ----------- | ----------- |
| 2021 | 251         | [ 12 ]      |
| 2021 | 201         | [ 13 ]      |
| 2022 | 227         | [ 14 ]      |
| 2023 | 350         | [ 15 ]      |
| 2024 | 263         | [ 16 ]      |
| 2025 | 255         | [ 3 ]       |

|  |

## Цікаві факти
- У місті народився Алоїс Веліх (1869—1952) — чеський лікар, професор і ректор Чеського технічного університету.
- У Божи Дарі живе двічі призер Олімпійських Ігор з бігу на лижах Лукаш Бауер.

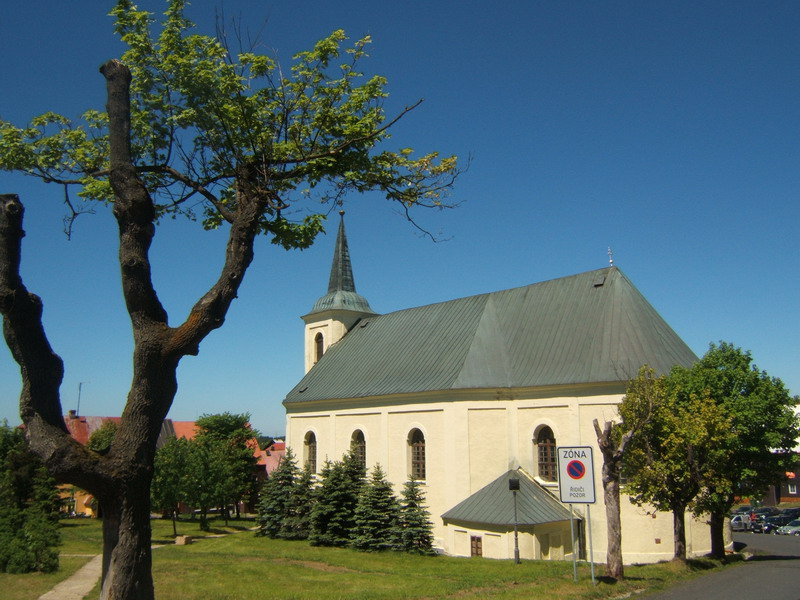
Костел Св. Анни в стилі бароко
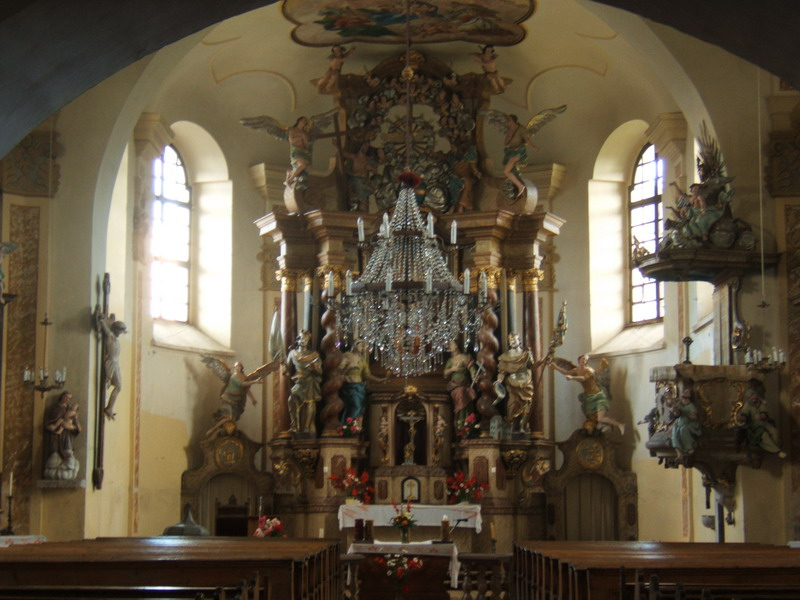
Інтер'єр костелу
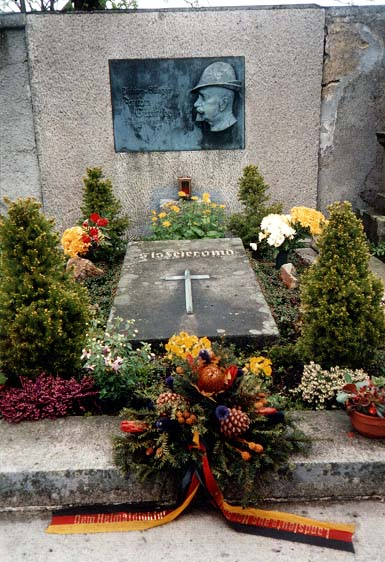
Могила народного чеського поета Антона Гюнтера
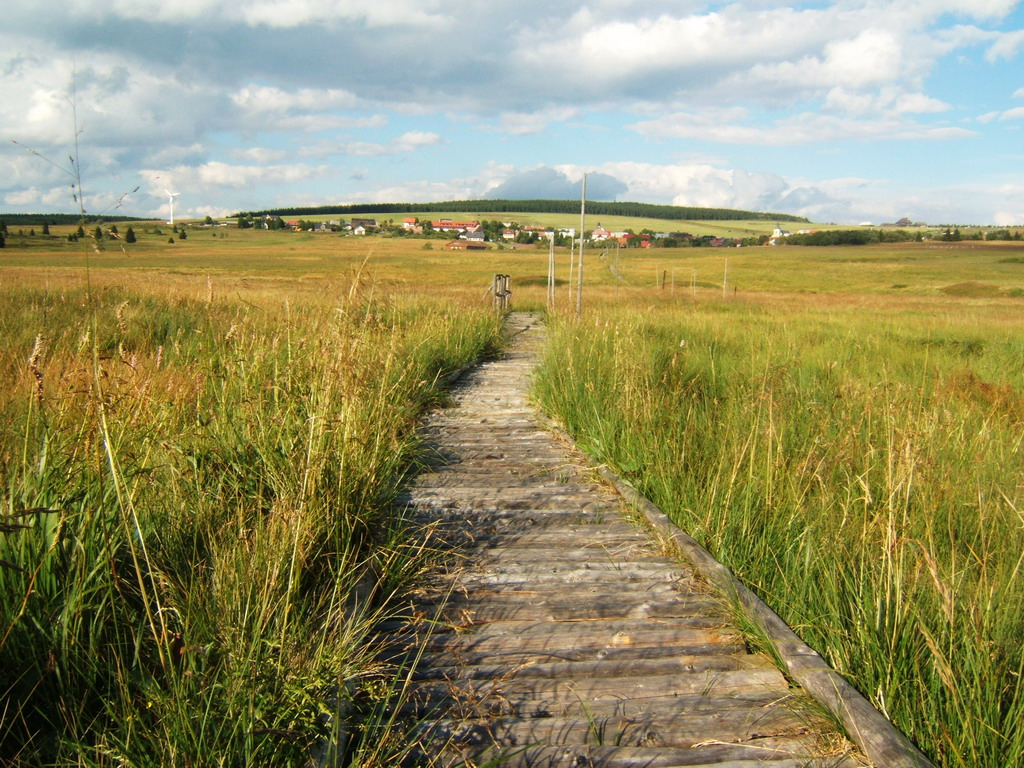
Торфовище